# Gwoździany
Gwoździany is een plaats in het Poolse district  Lubliniecki, woiwodschap Silezië. De plaats maakt deel uit van de gemeente Pawonków en telt 750 inwoners.

## Galerij

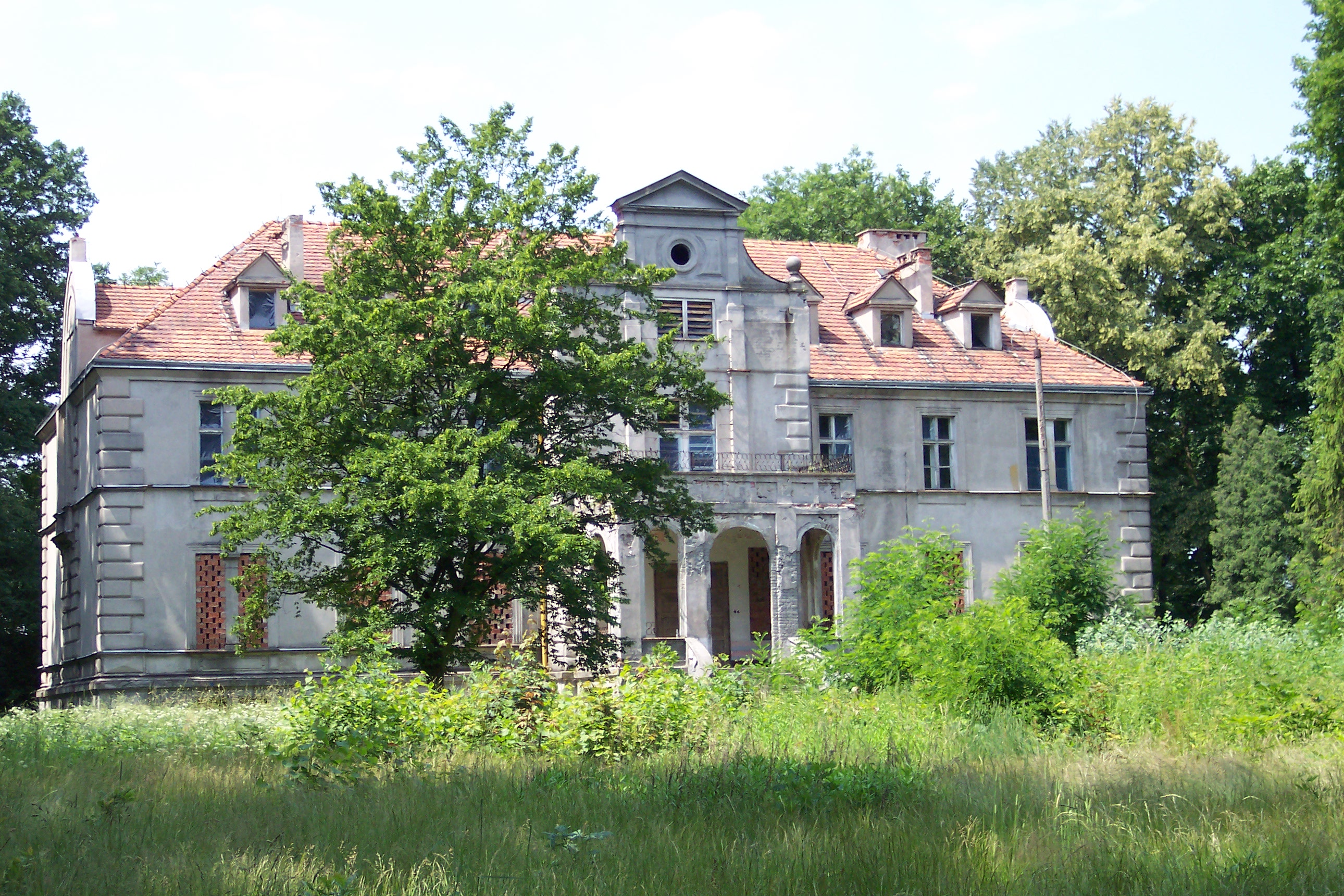
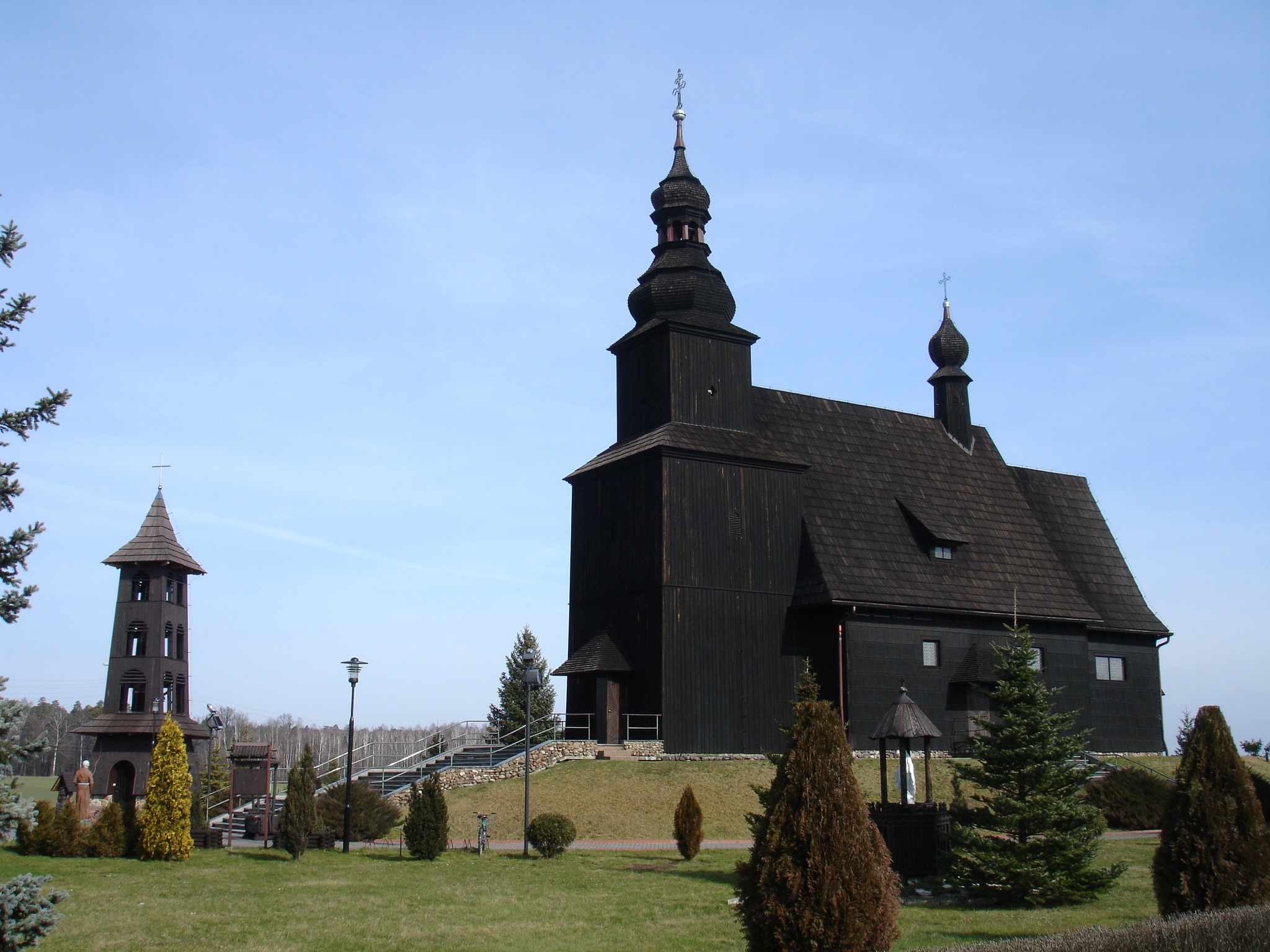
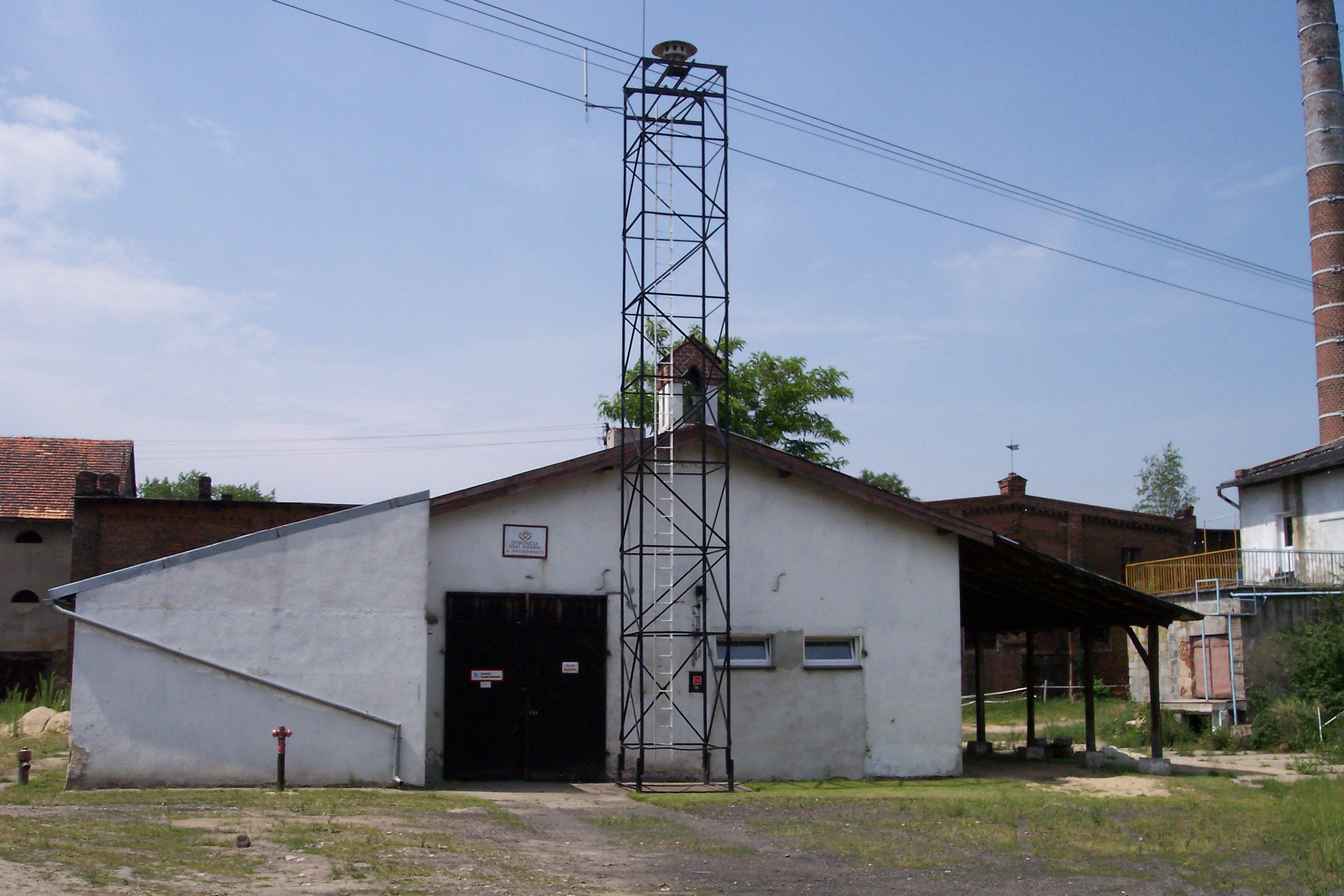